# Tempérance (tarot)
 (mai 2021).
Si vous disposez d'ouvrages ou d'articles de référence ou si vous connaissez des sites web de qualité traitant du thème abordé ici, merci de compléter l'article en donnant les références utiles à sa vérifiabilité et en les liant à la section « Notes et références ».
Pour les articles homonymes, voir Tempérance (homonymie).

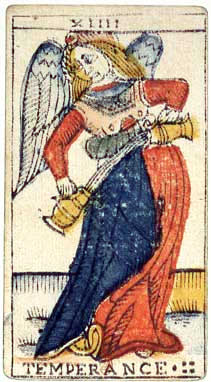
Le numéro 14, Tempérance, du jeu de Jean Dodal (début XVIIIe siècle)

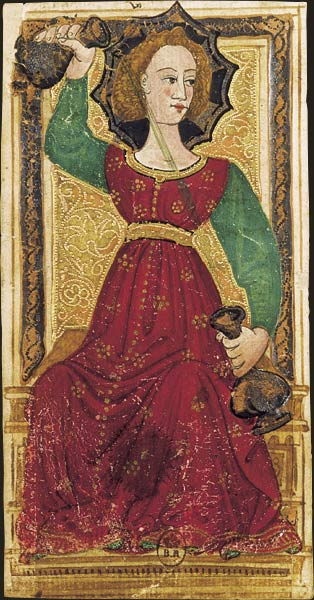
La Tempérance, tarot dit de Charles VI (XVe siècle)

Tempérance est la quatorzième carte du tarot de Marseille.

## Étude iconographique
En grec ancien, sophrosyne, en latin temperancia est une des quatre vertus cardinales avec prudence, force et justice.
Comme Platon l’explique dans La République, elle contrôle le penchant pour la concupiscence ; comme Aristote l’explicite dans l’Éthique à Nicomaque, la fonction de Tempérance consiste à modérer les plaisirs sensuels en accord avec les impératifs de la juste raison. Dans la Summa Theologiae, Thomas d'Aquin écrit que la « tempérance implique modération, qui consiste principalement dans la modération des passions qui tendent vers les biens des sens - à savoir la concupiscence et les plaisirs, régulant indirectement la tristesse et les peines dérivant de l’absence de ces plaisirs. La personne qui se modère ainsi est par conséquent celle qui s’oblige à résister à l’attraction des passions et des plaisirs, en particulier d’ordre sensuel, quand ils deviennent excessifs. » Dans l’ancienne numération d’ordre des Triomphes du Sermones de ludo datant du XVIe siècle, Tempérance prend place aux côtés de l’Amour[eux] en tant que vertu enseignant à tempérer l’ardeur des instincts.
Dans les Tarots anciens, comme sur le tarot Visconti-Sforza ou le Tarot dit de Charles VI, Tempérance est représentée dans sa version la plus commune : une jeune fille versant l’eau d’un récipient dans un autre contenant du vin – avec le sens d’atténuation, d’adoucissement de ce qui est trop excitant.
Expression de la nécessité de dominer certains instincts, de façon qu’au travers de cette vertu, ils s’équilibrent. 
Une variante iconographique d’un intérêt tout à fait exceptionnel se trouve sur le Tarot Alessandro Sforza : une femme nue est assise sur le dos d’un cerf, ses épaules tournées en direction de la tête de l’animal. De sa main droite, elle fait tomber l’eau d’une coupe sur son sexe qu’elle couvre de sa main gauche[ . 
La coupe est difficile à distinguer car elle a été gravée au poinçon en même temps que d’autres éléments décoratifs.  
C’est là une représentation particulière de la Tempérance - une fable à propos d’antiques divinités servant d’éducation morale, en accord avec la praxis éthique typique de l’époque. Il est désormais nécessaire de souligner la fonction dévolue aux divinités de l’Antiquité au Moyen Âge, en relation avec les allégories chrétiennes. Dans cette perspective, les travaux de Jean Seznec sont fondamentaux. Dans son étude La Survivance des Dieux antiques (1990), il écrit : 
« Ainsi la mythologie tend à devenir une Philosophia moralis : c’est le titre d’un ouvrage du XIe siècle, attribué à Hildebert de Lavardin, évêque de Tours, qui emprunte un grand nombre d’exemples aux poètes païens, tout comme à la Bible. »
Elle tend même à se concilier avec la théologie : le génie allégorique du Moyen Âge, qui, renouvelant la tradition des Pères, aperçoit dans les personnages et les épisodes de la Fable, des préfigurations de la vérité chrétienne. À partir du XIIe siècle, où l’allégorie devient le véhicule universel de toute expression pieuse, l’exégèse mythologique dans ce sens prend d’étonnantes proportions. C’est le temps où Alexandre Neckham met en relation les Dieux avec les Vertus qui, selon saint Augustin, conduisent l’homme par degrés à la sagesse chrétienne ; le temps où Guillaume de Conches, commentant la Consolation de la Philosophie de Boèce, interprète Eurydice comme la concupiscence innée du cœur humain, et les géants comme nos corps, composés de limon, qui se soulèvent contre l’âme-Jupiter ; le temps où Bernard de Chartres et son élève, Jean de Salisbury, méditent sur la religion païenne – « non par respect pour ses fausses divinités, mais parce qu’elles déguisent des enseignements secrets, inaccessibles au vulgaire. » Mais surtout c’est le temps où les Métamorphoses d’Ovide sont exploitées comme une mine de saintes vérités.
En accord avec le sens chrétien, la Tempérance ayant pour tâche prioritaire de dompter la sensualité, les plaisirs sexuels, il est donc conséquent que la Chasteté figure parmi ses vertus.
Dans le Tabernacle (1369) du peintre-sculpteur Orcagna , les quatre vertus cardinales sont représentées, chacune placées, selon les préceptes de saint Thomas d’Aquin, côte à côte avec les vertus associées - en particulier l’on y voit les vertus d’Humilité et de Virginité reliées à la vertu cardinale de Tempérance.
La représentation de Tempérance sur la carte d’Alessandro Sforza est reliée au mythe grec d’Artemis de la Diane romaine - allégorie d’enseignement moral.
La déesse, lors du retour de l’Anathos, son apparition annuelle, un moment où elle renouvelait sa virginité en se baignant dans une source sacrée, fut observée et désirée avec concupiscence par Actéon. Furieuse, la déesse le métamorphosa en cerf, un animal relié à son mythe de déesse de la chasse, nommée elafebolos', c’est-à-dire celle qui chasse le cerf à l’aide de flèches.
Toutefois, le daim était aussi perçu comme un animal symbole de douceur [au sens de modération] et doté de multiples prérogatives.
Dans le Bestiaire toscan, Libro sulla natura degli animali (« Livre sur la nature des animaux »), un essai de morale médiévale, le Chrétien est appelé, de façon répétitive, au travers d’exemples animaliers opportuns, à l’exercice des vertus exigées par sa profession de foi ainsi qu’à la constante pratique de la confession et de la pénitence. Dans cette œuvre, il est raconté comment le daim fut capable de tuer des serpents pour les manger tout en se débarrassant du poison ingéré en buvant de l’eau. De par cette conduite s’illustre un précepte d’enseignement moral :
« Ainsi donc, les hommes doivent l’imiter, se débarrassant de la haine, de la luxure, de la rage, de l’avarice en s’abreuvant à la source de Vie [éternelle] – à savoir le Christ » (chapitre XLVI).
Dans la mythologie romaine, Diane fut toujours une déesse vierge : son rituel immuable est le geste de prendre et de verser l’eau, élément de régénération et de purification. C’est pour cette raison, qu’à Rome, les Temples des Vestales (vierges consacrées) étaient situés entre de petits bois à proximité de sources surgissant d’escarpements rocheux. Diane complète son rituel de purification, non pour refroidir certaines ardeurs (en effet, la déesse est toujours vierge) mais, parce qu’en versant l’eau sur son « eau » (son sexe, comme récipient relié aux liquides), elle est en contact avec les énergies des deux eaux, renouvelant sa pureté virginale.
Sur la base de la description donnée dans le mythe, la représentation assume une valeur morale : à l’image de la déesse l’emportant sur Actéon, symbole de la tentation, en le rendant tempéré, de la même façon les hommes doivent dompter et maîtriser les instincts, demeurer en état de chasteté en s’abreuvant à l’eau salvatrice de Tempérance.
La position assumée par la déesse sur le cerf n’est pas inhabituelle dans l’art médiéval tardif. Sur un mortier vénitien du XVe siècle, l’on trouve, d'une façon similaire, un animal fantastique que chevauche un garçon[« NdT : en italien : putto »].  
Sur les pseudo Tarots dits de Mantegna, une hermine apparaît aux pieds de la jeune fille.
Le Ripa dans son essai d’iconologie écrit, que pour représenter cette vertu, « il est possible de peindre une hermine car elle n’a aucun souci à se faire quant à sa blancheur, analogue à celle d’une personne chaste » [Ed. 1613, p. 102]
Sur les cartes d’Etteilla (Grand Etteilla II), la Tempérance figure sous les traits d’une part, d’une jeune fille qui tient dans sa main un mors dont la fonction symbolique évidente consiste à réfréner les ardeurs d’autre part d’un éléphant - un autre symbole de chasteté - ainsi que cela peut se voir sur la figure représentant Tempérance dans l’essai de Ripa.  
C’est en ce sens qu’il écrit que :
« L’image de l’éléphant est mise pour la Tempérance car, étant accoutumé à une certaine dose de nourriture, il ne passera pas outre cette habitude pour se nourrir – ne dépassant pas la portion usuelle. » [Édition 1613, p. 297]
Dans le Tarot de Thoth, réalisé par Aleister Crowley, la carte de la Tempérance se voit remplacée par l'Art. La représentation de cet arcane est un être siamois aux couleurs opposées. Ce personnage possède lui aussi une coupe dont il déverse le contenu dans une marmite. Cette carte est associée certes à l'art, mais également à l'alchimie de mélanger des éléments opposées pour produire un résultat stable et cohérent.

## Description et symbolisme
Tempérance verse de l'eau dans le vase - ce qui symbolise la communication du savoir et de la connaissance.
 (décembre 2009).